# ساحة الأولياء
ساحة الأولياء: ساحة من ساحات مدينة دمشق وهي ساحة تاريخية قديمة موجودة في محلة الفواخير، عند الطرف الشرقي لمنطقة المهاجرين، فوق نهر يزيد، بالمقربة من جادة السكة، ملاصقة لمدرسة الأرموية الدراسة، سميت تيمناً بوجود قبور يعتقد الناس بأنها قبور لأولياء صالحين.